# Голяма земна кукувица
Голямата земна кукувица (Geococcyx californianus) е птица от семейство Кукувицови (Cuculidae), род Земни кукувици (Geococcyx). Обитава югозападната част на Съединените американски щати и Северно Мексико. Известна е още като голяма северноамериканска земна кукувица и бягаща земна кукувица. Другият вид от рода е малката земна кукувица, разпространена в Мезоамерика от Мексико до Никарагуа.
Голямата земна кукувица е най-бързо бягащата летяща птица в света. Тя успешно се е адаптирала към големите температурни амплитуди на пустините и полупустините, които обитава. Развила е редица поведенчески и физиологични особености, които способстват за оцеляването ѝ в безводната и негостоприемна среда. Птицата води наземен начин на живот, не е взискателна към храната си и дори ловува гърмящи змии. Случва се да снесе яйцата си в гнездата на други птици, но гнездовият паразитизъм при този вид кукувица не е систематично изразен.
Със своята колоритна външност – пъстра окраска, дълга опашка и остър клюн, голямата земна кукувица буди възхищение още у древните индиански народи, превръщайки се в част от техните фолклорни традиции и ритуали. Тя е символ и на много съвременни спортни отбори, организации и агенции. Придобива световна известност след успеха на героя Бип Бип (чийто първообраз е) от поредицата анимационни филми „Бързоходеца и Уили Койота“ на студиото Уорнър Брадърс.

## Етимология
Голямата земна кукувица е описана за пръв път под името Saurothera californiana през 1829 г. от френския лекар и естествоизпитател Рене Лесон. През 1831 г. Йохан Ваглер създава родовото наименование Geococcyx (от гръцки geo – земя, kokkux – кукувица). То се възприема и за голямата земна кукувица, като втората част от биноминалното название се запазва californianus по типовото находище в Сан Диего, Калифорния Прилагателното „голяма“ (на английски: Greater) се налага в английския език, тъй като това е най-едрият представител на рода Земни кукувици (Geococcyx).
Прозвището си „пътен бегач“ или „бягащ по пътя“ (на английски: Roadrunner; на испански: Correcaminos) получават в миналото, когато птиците тичали край конете и каруците на заселниците. Мексиканците я наричат още Paisano, със значение на думата: „сънародник“, „спътник“, а според някои автори и „малък приятел“.

## Произход
Най-ранните фосили на голямата земна кукувица датират още от плейстоцена и холоцена. Те са открити в американските щати Калифорния, Ню Мексико, Тексас, Аризона и в щата Нуево Леон в Мексико. Намерените в една пещера на територията на щата Ню Мексико фосили са на възраст 33 590 години, което ги прави най-древните останки на голяма земна кукувица намирани дотогава. Фрагменти от скелета на птицата са изкопани от катранените ями „Ла Брея“ 1, край Лос Анджелис, Калифорния. Други вкаменелости са намерени в калифорнийските окръзи Санта Барбара и Кърн и в северно Мексико.

## Подвидове
Съгласно приетите научни критерии към таксономията на вида Geococcyx californianus не са причислени отделни подвидове. Въпреки това е имало мнения за съществуването на два не широко признати подвида: G. c. dromicus и G. c. kongligi, а от подвид G. c. conklingi са открити фосили.
- Geococcyx californianus conklingi – За първи път тази кукувица е описана като нов вид – Geococcyx conklingi от д-р Хилдегард Хауърд 2 в нейната статия „Нов вид пътен бегач от кватернерните пещерни отложения в Ню Мексико“, публикувана в списание Кондор през 1931 г.[16] Фосилите на птицата които тя изследва, са открити през 1929 г. при разкопки в пещерата Конклинг, намираща се в окръг Доня Ана, Ню Мексико. От името на пещерата (на английски: Conkling) произхожда наименованието на подвида – G.c.conklingi. По-късни изследвания налагат извода, че кукувицата не е нов вид, а е подвид на вида Geococcyx californianus.[12] Птицата е живяла в края на плейстоцена и началото на холоцена на територията на южно Ню Мексико, западен Тексас и североизточно Мексико. Костните измервания показват, че тя е била с 10 – 20 % по-едра от съвременната голяма земна кукувица.[17]

- Geococcyx californianus californianus – Това е съвременната голяма земна кукувица, единствения оцелял представител на вида Geococcyx californianus. Кукувиците от този подвид (G. c. californianus) и от подвида G. c. conklingi са живели съвместно в един времеви период, от края на плейстоцена до измирането на последната.[18][19]

- Geococcyx californianus dromicus – Обособяването, класифицирането и именуването на подвида G. c. dromicus е дело на д-р Хари Оберхолсер и е описано в издадената през 1974 г. книга „Птичият свят на Тексас“.[20][21] Тази кукувица населява територията от южен Тексас до мексиканските щати Нуево Леон и Веракруз. Тя е по-малка по размер от представителите на подвида G. c. californianus, които обитават западните части от ареала на вида.[22]

- Geococcyx californianus kongligi

## Местообитание и разпространение

### Местообитание
Откритите останки на голямата земна кукувица показват, че преди 8 хил. г. птицата е живяла в гористи местности и едва по-късно се е адаптирала към сухи и полусухи райони с надморска височина до 2300 m. Тя е обитавала много по-обширна територия в сравнение с тази, която заема днес. Една от причините за промяната в ареала ѝ се дължи на неблагоприятния ефект от човешката дейност. В наши дни обитава пустинните шубраци и гъсталаци, краищата на обработваемите земи, обраслите с храсти и дървета полупустини, както и местности с редки храсталачни гори, заемащи тропическите и субтропическите зони на югозападната част на Северна Америка. Избягва напълно лишени от растителност терени, горите и участъците с гъста тревиста растителност, напълно покриваща почвата.

### Разпространение
Голямата земна кукувица е немигрираща птица. Тя целогодишно обитава пустинните и полупустинни области в югозападната част на САЩ и Северно Мексико, като най-често се среща в пустините Сонора, Чиуауа, Мохаве и др. В САЩ може да бъде видяна в щатите Калифорния, Аризона, Ню Мексико, Тексас, Невада, Юта, Колорадо, Оклахома и Канзас. По-рядко се наблюдава в Арканзас, Мисури и Луизиана. На територията на Мексико
населява щатите Долна Калифорния, Южна Долна Калифорния, Сонора, Синалоа, Чиуауа, Дуранго, Халиско, Коауила де Сарагоса, Сакатекас, Агуаскалиентес, Гуанахуато, Керетаро, Мексико, Нуево Леон, Тамаулипас и Сан Луис Потоси, достигайки до щатите Мичоакан, Пуебла и Веракрус.

## Физически белези

### Размери
Дължината на тялото при голямата земна кукувица варира между 50 и 62 cm, с височина между 25 и 30 cm. и размах на крилете 45 – 60 cm. Обичайно теглото на възрастната птица достига 376 g, при минимум 220 g и максимум – 540 g. Средната дължина на опашката не надхвърля 29 cm, а размахът на крилете достига 43 – 61 cm. Тя е най-голямата кукувица в Северна Америка, като популацията на запад е по-едра от тази на изток.

### Оперение
Оперението на голямата земна кукувица в областта на главата, врата, гърба и крилата е тъмно кафяво до черно на цвят, със светли бежови ивици. Оперението по гърдите е по-светло, а в областта на корема е едноцветно бежово. Перата по гребена в задната част на главата са черни. Очите са с ярки жълти ириси, заобиколени от зона, лишена от пера, достигаща до задната част на окото. Кожата в нея е бяла, обагрена в края си в синьо и оранжево. Човката е сиво-синя. Опашката е тъмна и дълга. Краката са оцветени в светлобежово отпред и сиво-синьо отзад. При този вид кукувица няма изразен полов диморфизъм. Мъжките и женските птици имат идентично оперение.

### Структура на тялото
За разлика от повечето птици, включително и тези от семейство Кукувицови, краката на голямата земната кукувица са силни и мускулести. По-развитата мускулна маса и по-гъвкавите пръсти ѝ осигуряват повече мощност и по-добър баланс по време на движение. Подобно на другите кукувици, на кълвачите и на туканите, краката ѝ завършват с четири пръста, два от които сочат напред и два – назад. При гребенчето на главата интересното е, че птицата може свободно да го движи, подобно на мъжкия папагал какаду. Формата на тялото е обтекаема. Човката е продълговата и крива при върха. Опашката е дълга, функционална и може да бъде повдигана под голям ъгъл. Тя служи за балансьор по време на бягане, за кормило при смяна посоката и за спирачка при рязко спиране.

### Полет и движение
Голямата земна кукувица е адаптирана за живот на земята. Тя е слаб летец и рядко може да бъде видяна в полет. Най-често прехвръква между клоните на ниската растителност, но само на къса дистанция до 4 – 5 метра. За сметка на това тя е най-бързо бягаща летяща птица. Може да развие скорост между 24 – 30 km в час и да я поддържа на дълги разстояния. Когато бяга, птицата изпъва шията си напред и държи главата си изправена. Тя придържа опашката си успоредно на земята, балансирайки с нея и с крилата си. Предпочита да тича през открити пространства като пътища и добре поддържани пътеки. Отбягва обрасли с гъста растителност терени.

## Физиологична и поведенческа адаптация
Голямата земна кукувица е дневна птица.  С времето тя е възприела различни физиологични и поведенчески особености, които ѝ помагат да оцелее в характерния с висока си температура и липса на вода ареал. Птицата е развила полезен способ предпазващ я от прегряване. Организмът ѝ е способен да отдели излишната топлина както през кожата, така и чрез процес на образуване водни пари, които освобождава с дишането. Ако обаче температурата на околната среда е много висока, тялото ѝ не може да се справи с натрупващата се топлина и птицата може да получи топлинен удар. Ето защо през сухия сезон кукувицата се активира веднъж в ранните утринни часове и повторно в края на деня – от 15:30 до 20:00 часа. През останалото време си почива на сянка.
Вследствие на особено студените нощи типични за пустините и полупустините, голямата земна кукувица е развила още един защитен механизъм. За да не губи излишна енергия в поддържане на постоянна телесна температура, птицата изпада в състояние на обездвиженост, близко до хибернация. Температурата на тялото ѝ пада от 40 до 34 градуса, с което намалява енергийните си разходи с повече от 30%., спестявайки средно по 551 калории за час. Това състояние си има и своите негативни страни – кукувицата става бавна, мудна, реакциите ѝ губят своята бързина и сръчност и тя не може да реагира адекватно при опасност. Погледнато от еволюционна гледна точка, това е един добре премерен риск. Птицата има малко естествени врагове и вероятността да бъде изядена през нощта е минимална. За сметка на това спестената енергия осигурява много по-големи шансове за оцеляване на вида.
Рано сутрин, за да се затопли, голямата земна кукувица взема слънчеви бани. Тя застава така, че слънчевите лъчи да падат перпендикулярно на гърба ѝ. Птицата раздалечава крила излагайки на припек тъмните вътрешни пера, позволявайки на кожата и кръвоносните съдове под нея по-бързо да се затоплят. По този начин по-ефективно усвоява топлината и то без да разходва излишно метаболитна енергия 3.
Голямата земна кукувица може да си набави вода от животните, които ловува. Лигавицата на клоаката ѝ активно реабсорбира урината и връща усвоената течност обратно в кръвния поток. Така птицата свежда до минимум загубата на вода, а излишно натрупаните соли отделя във високи концентрации от специално приспособените си носни жлези.

## Продължителност на живота
Продължителността на живота при голямата земна кукувица достига 7 – 8 години, до 9 години в плен. Нейни естествени врагове са грабливите птици, като орли, ястреби, соколи Апломадо (Falco femoralis) и червеноопашати мишелови (Buteo jamaicensis), домашни котки, порове, койоти, миещи мечки. Змиите от рода Pantherophis, както и тези от вида Pituophis catenifer нападат малките пиленца и яйцата ѝ. Случва се по време на особено студени години нощем да измръзне до смърт.

## Хранене
Голямата земна кукувица е умел ловец и не е придирчива към храната си.  Тя е всеядна, въпреки че растителността съставлява само 10% от храната ѝ. Разнообразието е добра стратегия за оцеляване в обикновено тежките условия при които живее. Тя се храни с големи насекоми, скорпиони, паяци, тарантули, стоножки, гущери, змии, мишки, прилепи и мърша. Известна е с факта, че яде гърмящи змии, въпреки че това се случва рядко. Менюто ѝ включва още яйца и птици като: пъдпъдъци, врабчета, колибри и представители на вида златисто коприварче (Dendroica chrysoparia). Наред с това консумира плодовете на бодливата круша – вид кактус от рода Опунция, както и плодове и семена според сезонната им наличност.
Голямата земна кукувица търси храна по повърхността на земята и в ниската растителност. При лов, след като открие своята жертва, птицата хуква да я улови. Преминаващите край нея насекоми хваща, като скача във въздуха. Прикритите изкарва от скривалището им с размахване на крила. За да умъртви по-едра плячка, например гризачи, тя удря жертвата многократно в близките камъни, след което я поглъща цяла започвайки от главата. Често част от тялото остава да виси извън човката на птицата, докато погълнатата се смила в стомаха. Стомахът на голямата земна кукувица смила всичко. За разлика от други грабливи птици като например бухала, тя не повръща остатъци несмляна храната.
Безспорно най-опасната плячка на голямата земна кукувица е отровната гърмяща змия, например от вида Sistrurus catenatus и Sistrurus miliarius. Птицата има изградена ловна тактика за успешното ѝ улавяне, при все че съществува реален риск от ловец да се превърне в жертва. Първоначално кукувицата обикаля змията на дистанция от отровните ѝ зъби. Тя подскача около нея сякаш изпълнява танц. Позата която е заела – разперени в страни криле, повдигната вертикално над земята разтворена опашка, протегната напред глава и щракащите звуци, които издава с клюн, целят да разсеят противника. Отбягва атаките на влечугото с резки отскоци назад. В подходящ, добре преценен момент се спуска, хваща змията с човката си и я хвърля във въздуха. За да я убие, птицата продължително удря главата ѝ в земята. Не е необичайно две кукувици да си сътрудничат за да убият по-голяма змия.
В години на остър недостиг на храна, голямата земна кукувица проявява канибализъм, като изяжда собствените си малки.

## Социално поведение

### Партньорство
Голямата земна кукувица е самотна птица, двойки образува в края на зимата, преди началото на размножителния период. Не е необичайно двойката да се запази моногамна, като всяка пролет птиците подновяват връзката си чрез серия от сложни стъпки на ухажване. Ухажването е динамично. Мъжката птица преследва женската с часове, като си прави кратки почивки. Храната е важна част от брачния ритуал. Мъжкият предлага гущер, мишка или змия, висящи изкусително от човката му. Той ще ѝ позволи да изяде храната едва след като се чифтоса с нея. Ако тя приеме храната, двамата вероятно ще образуват двойка. Двете птици общуват активно чрез звуци и докосване. Брачният танц е колоритен и шумен. Мъжкият развява гребенчето на главата си и поклаща опашка. Той танцува с поклони се пред своята партньорка, като същевременно грачи и удря с крака по земята. Съвкуплението продължава 2 – 3 мин. Периодът между образуването на двойката от една страна и съвкуплението и началото на изграждане на гнездо от друга, продължава почти две седмици.

### Териториалност
В началото на размножителния период мъжкия заема територия диаметър от около 700 до 800 m, която впоследствие двойката защитава съвместно. В Тексас, след проведено през 1978 г. изследване е установен среден обхват на територията между 400 m до 1 km. Някои двойки защитават една и съща територия през цялата година. Мъжкият е по-агресивен от своята партньорка. Той предупреждава за появата на хищници, като например котки и не се колебае да се отблъсне физически нарушителите.

### Комуникация
Голямата земна кукувица не е особено музикална, но има широк репертоар включващ седем различни вокала – от бавно кукане, през меко гълъбово гукане, към ниски, гърлени звуци до остри и груби крякащи, къркорещи и лаещи звуци. Най-често използва серия от пет до осем звука „кук“, свързани в дълга, низходяща последователност: „ку-куу-куу-куу-кууууууу“. Звукът е бавен, резонираш над терена. Честотата на първия тон е около 0,6 kHz, постепенно намаляващ до 0,5 kHz. Понякога издава само краткото „ку“, друг път използва звучното „ку-ку“. Песента на мъжката птица продължава 3 – 4 сек. и се разнася на разстояние до 250 метра. Обичайно се чува рано сутрин от високо изсъхнало дърво или кактус. При тревога кукувицата издава поредица от бързи цвърчащи звуци „бр-pp-ррп“, които възпроизвежда чрез рязко щракане с клюна си. Наред с тях издава и други, които се различават по интензитет и тоналност,  като например потракващото „тррррт“.
За да привлече женската, мъжката кукувица изнася серия от повиквания, съдържащи звуците „куу-куу“. Когато търси своя партньор женската птица издава кратки, насечени, с ниска честота звуци, които могат да бъдат чути на 400 m. И мъжките и женските кукувици издават поредица от тракания с клюн (5 или 6), придружени от стон достатъчно силен, за да бъде чут на 200 m Този тип звукова комуникация се използва най-често в периода на мътене и отглеждане на малките.

## Размножаване

### Размножителен период
Границите на размножителния период при голямата земна кукувица варират на географски принцип. В регионите с един дъждовен сезон птиците гнездят само през пролетта, между април и юни. Там където има два дъждовни сезона, съответно има повече хранителни ресурси, птиците гнездят отново през август или септември. Двойката поддържа своята територия целогодишно, но рядко използва едно и също гнездо в рамките на един размножителен период.

### Гнездене
Голямата земна кукувица предпочита изолирани гъсталаци от ниски дървета, храсти и кактуси, в които да свие гнездото си. В близост до тях трябва да има открити пространства, като сухи речни корита или утъпкани от едрия рогат добитък пътеки. Избягва обраслите с гъста растителност участъци. Подходящи за гнездене са: бялата салвия (Salvia apiana), черния мексикански бъз (Sambucus Mexicana), слеза от вида Malacothamnus fasciculatus, кактуса калифорнийска чола (Cylindropuntia californica), ракитата, вечнозелените храсти от вида пираканта (Pyracantha) и хвойна, местните храстовидни представители от рода маслинови, дъбови и евкалипти. Дори изоставените селскостопански машини и пукнатините в пясъчните скали могат да се използват за тази цел.
Кукувиците, които живеят в крайбрежните зони на Северна Америка, предпочитат бодливата круша (вид кактус от рода Opuntia), калифорнийската чола, салвията, смрадликата, юката, жожобата (Simmondsia chinensis), ракитата и привнесените от други растителни ареали: ракитовица, перуански пипер (Schinus molle), елда и евкалипт. Техните родственици от вътрешноконтиненталната част предпочитат храста от вида окотильо (Fouquieria splendens) и дървета като мескит (Prosopis) и пустинна кайсия (Prunus fremontii). В Тексас голямата земна кукувица използва клоните на медния мескит (Prosopis glandulosa), дивия зелен лимон (Zanthoxylum fagara), алоизията (Aloysia gratissima) и храстите от рода Шмак. Аризона предпочита кактусите от вида чола (Cylindropuntia), (Cylindropuntia fulgida).
Виенето на гнездото е главно задача женската птица, докато мъжката осигурява подходящи за изграждането му материали. То има форма на чаша или плитка платформа с диаметър около 30 cm, изградена от дебели клонки с височина от 15 до 20 cm. Обичайно се намира на от 0,9 до 4,6 m над земята.  За пълнеж се използват листа, треви, пера, растителни семена, шушулки от мескит, конска или кравешка тор, змийски кожи и прочее подобни. В този период птиците са особено чувствителни към смущения. Почувстват ли се обезпокоени, те могат да изоставят гнездото си.

### Отглеждане на потомство
Обикновено женската снася от 3 до 6 бели, до бледо жълти яйца, със средно тегло 14 грама. Инкубационният период продължава 19 – 20 дни и започва с отлагането на първото яйце. С мътенето се заемат и двамата родители, като женската птица поема дневната смяна, а мъжката мъти главно през нощта. Интересното е, че в периода на мътене мъжкият не намалява телесната си температура и не изпада в хибернация. Тази особеност има висока енергийна цена – той изразходва с 36% повече енергия за всеки ден през инкубационния период.
Пиленцата се излюпват асинхронно, с интервал от няколко дни. Двамата родители съвместно се грижат за тях, като ги хранят, правят им сянка през деня и ги топлят през нощта. За да задоволят голямата им нужда от вода, първо изплюват живителната течност в отворените им човчици и едва след това им подават твърда храна. Те поддържат чистотата на гнездото изяждайки остатъците от храна и отделените от малките фекални торбички. Пиленцата се раждат слепи и напълно зависими в първите 11 дни. Започват сами да хващат храна на 16-ия ден, а се научават да летят след 17 – 19 дни. Въпреки че напускат гнездото в рамките на 18 до 21 дни, родителите им продължават да ги хранят в продължение на 30 – 40 дни. Младите птици имат външния вид на родителите си,  макар и окраската им да е по-бедна на багри. Полова зрялост достигат на 2 – 3 годишна възраст.
Понякога голямата земна кукувица ангажира други птици с отглеждането на потомството си. Нейни яйца са били намирани в гнездата на гарвана гробар и северния присмехулник (Mimus polyglottos). Все пак гнездовия паразитизъм при тази кукувица не е систематично изразен, както примерно при кукувиците от подсемейство Cuculinae.

## Взаимоотношения с хората
В миналото голямата земна кукувица е била обект на лов от страна на фермери и ловци. Понеже се храни с яйцата и малките пиленца на популярни сред хората видове диви птици (например дървесните пъдпъдъци от рода Colinus и тези от рода Callipepla), погрешно се е смятало, че влияе отрицателно на популацията им. Преследването е било толкова голямо, че през 1915 г. оринтологът Д. И. Шепърдсън споделил опасенията си затова как голямата земна кукувица рано или късно ще изчезне, споделяйки съдбата на дългоопашатия каролински папагал (Conuropsis carolinensis) и пътническия гълъб (Ectopistes migratorius). Извършените през XX век изследвания доказали, че птицата не е определящ фактор в числеността на тези диви птици. Стопанско значение на голямата земна кукувица е по-скоро положително, понеже с лова си тя спомага за премахването на вредители като мишки и насекоми.
Въпреки продължителния незаконен лов, в числеността на голямата земна кукувица няма сериозни спадове. По данни на Международния съюз за защита на природата към 2009 г. на свобода живеят един милион птици, разпръснати в широк диапазон от 2 900 000 km2. Видът е класифициран в подкатегория „Незастрашени“ (LC), към категория „Малък риск“ (LR).  Според публикуваната през 1996 г. от Американския съюз по орнитология и Орнитологичната лаборатория в Корнел информация, птицата продължава да разширява обхвата на територията си в посока север и изток, заемайки нови местообитания.
Голямата земна кукувица успешно се адаптира за живот в спокойните селските райони на Северна Калифорния. Смята се, че е по-многобройна в градчето Борего Спрингс, отколкото в съседния пустинен щатски парк Анза-Борего. Друго е положението в Южна Калифорния, където земната повърхност е покрита изцяло със сгради, озеленяване и настилки. Отдавна са отминали дните, в които „роудрънър“ е бягала с конете и каруците по неасфалтираните улици на Сан Диего. Заличеният хабитат и ускореният автомобилен трафик практически след 1997 г. напълно унищожават популацията на голямата земна кукувица в този район.
Най-голямата заплаха за вида произтича от урбанизацията и свързаната с нея загуба на местообитания,  незаконния острел и използваните в селското стопанство пестициди. Случва се хората да отнемат малките пиленца от гнездата им за да ги отгледат в къщните дворове. Находчиви и приспособими, те лесно се опитомяват и остават да живеят при новите си стопани.

## Културно влияние

### В индианската култура
Голямата земна кукувица пленява въображението на хората още от древността. Петроглифни изображения (скални рисунки) на птицата са открити в каньоните разположени в южния край на щата Ню Мексико. За индианските народи в тази част на Америка тя символизира смелостта, силата и издръжливостта. Те вярват, че кукувицата притежава свръхестествени сили, че перата ѝ осигуряват добър късмет и отблъскват злите духове. Заради следите които оставя в земята – два пръста сочещи на пред и два назад, духовете не могат да я проследят и така посоката в която е поела за тях остава неизвестна. Много от племената консумират птицата защото смятат, че така ще придобият устойчивост и бързина. Понеже е достатъчно голяма за да „носи“ бебе, тя е заменила щъркела в местния фолклор.
В културата на Пуебло 4, голямата земна кукувица осигурява защита в задгробния живот. За да заблудят духовете в коя посока е поела душата, те оставят „нейни“ следи около къщата на починалия. Отново за да прогонване на злите духове, в Аризона индианците хопи поставят върху куклите Качина 5 знака „Х“ – символ на голямата земна кукувица. В Мексико вярват, че нейното месо лекува сърбежи и циреи, пречиства кръвта и стимулира растежа на цветята.

### В културата на раните заселници
За ранните заселници на американския континент, свикнали с външността и поведението на европейските кукувици, голямата земна кукувица била странна и непозната твар. Те ѝ приписали ред чудати качества, като например, че може да надбяга най-бързия кон и убие най-голямата гърмяща змия. Нейните големи размери, силна човка, дълга опашка, здрави крака и наземна адаптация я отличавали от всички останали видове птици. Именно това провокирало изказването на д-р Елиът Куес: 6

„Те са единствените кукувици, кръстоска между кокошка и сврака!“
—д-р Елиът Куес, M. Thompson, 1885, John B. Alden, publisher

По данни на д-р Куес, първото документирано описание на голямата земна кукувица е направено от францискански свещеник през 1790 г. в Калифорния и то гласи: 

„В църквата има един вид фазан, които има дълъг клюн, тъмно оперение, красива опашка и четири пръста. Тези последните изглеждат по такъв начин, че когато се ходи, оставя отпечатък от два пръста сочещи напред и два назад.“
—д-р Елиът Куес, Robert B. Payne, 2005, The Cuckoos

В книгата си „Птиците в Калифорния“, издадена през 1904 г., авторката Ирен Уилок описва голямата земна кукувица по следния начин: 

„Въпреки че са много срамежливи, тези птици са и много любознателни. Те често идват в близост до хорските домове очевидно не за друго, освен да задоволят любопитството си.“
—Ирен Уилок, Cambridge University Press, 1904, Birds of California

### В съвременната култура
Тази колоритна кукувица и днес оказва влияние върху северноамериканската и световната културата. От 16 март 1949 г. голямата земна кукувица е официално избрана за символ на щата Ню Мексико под името Chaparral bird. Птицата е лого и талисман на редица организации, агенции и отбори, включително на:
- железопътният превозвач „Ню Мексико Рейл Рънър експрес“, обслужващ регионалната железопътна линия на градските райони на Албакърки и Санта Фе, Ню Мексико.[71]
- Тексаският университет в Сан Антонио, (от 1977 г.); [72]
- „Тексаското фолклорно общество“, сдружение с нестопанска цел създадено през 1909 година, чиято сновна цел е да съхранява и представя пред обществеността фолклорните традиции характерни за района на Тексас.[73]
- колежът Рамапо в Ню Джърси; [74]
- спортният клуб „Бейкърсфийлд Роудрънър Атлетик“ на Калифорнийския държавен университет в Бейкърсфийлд;[75]
- професионалният отбор по хокей на лед „Финикс Роудрънър“ (от 1963 г.);[76]
- отборът по хокей „Топика Роудрънър“, със седалище гр. Топика, Канзас;[77]
- мексиканският футболен отбор „Корекаминос де Уат“ (на испански: Correcaminos UAT);[78]
- клубът по спортно бягане „Корекаминос“, със седалище Валенсия, Испания;[79]
- организацията по спортно бягане „Роуд Рънър Клъб ъв Америка“ и прочее подобни.

### В киното и музиката
С причудливото си поведение и атрактивен външен вид, голямата земна кукувица става първообраз на Бързоходеца Бип Бип. Бързоходецът Бип Бип е герой от анимационния филм „Бързоходеца и Уили Койота“, продукция на Уорнър Брадърс. Художественото изображение на героя, създадено от анимационния режисьор Чък Джоунс през 1948 г., се превръща в символ на бързина и съобразителност. След успеха на анимационния филм, голямата земна кукувица добива световна известност.
Прозвището на голямата земна кукувица – „Роудрънър“ се използва за заглавие на песни, сингли, албуми и музикални групи. Пример за това е певецът Бо Дидли с неговия сингъл „Роуд Рънър“. Песента  от сингъла достига номер 20 на списание Билборд и 75 място в класацията Билборд Хот 100. Прякорът е използван и от холандска звукозаписна компания, която излиза на музикалния пазар с името Роудрънър Рекърдс. Сред многото албуми които издава са и метъл албума „Роудрънър Юнайтед“

### В литературата
Освен в киното и музиката голямата земна кукувица е герой в различни литературни произведения. Очарована от нейната харизма, авторката Ийв Гансън ѝ посвещава стихотворението „Пустинни отцепници“. Американският фолклорист Франк Добие публикува стихотворението на Гансън в книгата си „Роудрънър в действителността и фолклора“, издадена през 1966 г. от Тексаското фолклорно общество. Птицата е главно действащо лице и в историята „Марисол и гладния пътен бегач“, разказана на страниците на детското списание „Калинка“.

### Във филателията
Изображението на голямата земна кукувица е използвано и във филателията. През 1982 г. Съединените американски щати издават марка от 20 цента с нейния образ. През 1999 г. Сейнт Винсент и Гренадини също издават марка с образа ѝ на стойност 70 цента.

## Популярни имена
Освен обичайно използваните популярни наименования – на английски: roadrunner; на испански: correcaminos, различните етнически групи населяващи югозападната част на Северна Америка използват в своето ежедневие и бит пъстро разнообразие от имена, с които характеризират вида и поведението на голямата земна кукувица. Най-известните сред тях са:
- на английски: chaparral cock, chaparral, cock-of-the-desert, ground-cuckoo, running cuckoo, racer, lizard bird, snake bird, snake-killer, war-bird, medicine bird, large roadrunner, greater roadrunner;
- на испански: el correo del camino, correr del paisano, el paisano, la churrea (ou churea ou churca), corre camino, tacó, arriero, faisán, faisán real, faisán mexicano, correcaminos norteño, correcaminos grande;
- имена използвани от местните индиански племена:
  - Пуебло: sha-shua, poyyi, djáck´, cá ck´;
  - Пима: d´adai;
  - Паюти: soonung´wuvee toowuv;
  - Кауила: puuis;
  - Апачи: góshdiyé;
  - Шошони: pooepooe [90]

## Галерия
- Галерия

### Таксономични препратки
- Geococcyx californianus в ITIS
- Geococcyx californianus в NCBI
- Geococcyx californianus в UniProt

### Мултимедия
- ((en)) Галерия вокали на голяма земна кукувица[неработеща препратка]
- ((en)) Галерия снимки на голяма земна кукувица Архив на оригинала от 2010-11-03 в Wayback Machine.
- ((ru)) Галерия снимки на голяма земна кукувица Архив на оригинала от 2016-03-04 в Wayback Machine.
- ((en)) Галерия снимки и видео изображения на голямата земна кукувица
- ((en)) Видео галерия на голямата земна кукувица
- ((en)) Видео галерия включваща вокали на голямата земна кукувица[неработеща препратка]
- ((en)) Видео галерия как голямата земна кукувица напада, убива и изяжда змия Архив на оригинала от 2010-12-20 в Wayback Machine.
- ((en)) Видео дневник на голямата земна кукувица
- ((en)) Голямата земна кукувица напада змия, но бива убита от нея в

|  | Тази статия е включена в списъка на избраните на 28 март 2011. Тя е оценена от участниците в проекта като една от най-добрите статии на български език в Уикипедия. |